# Дарьинское
Дарьи́нское ( каз. Дарьинское) — село в Зеленовском районе Западно-Казахстанской области Казахстана. Административный центр Дарьинского сельского округа. Находится в 71 км к востоку от район, центра — села Перемётное, на берегу озера Большое. Код КАТО — 274431100.

## География
Дарьинское расположено в 21 км от города Уральска выше по течению на правом берегу реки Урал.

## История
Посёлок Дарьинской входил в 1-й Уральский военный отдел Уральского казачьего войска.
До 1997 года село являлось административным центром упразднённого Приурального района.
В селе родился Герой Советского Союза Павел Садомсков.

## Население
В 1999 году население села составляло 5239 человек (2504 мужчины и 2735 женщин). По данным переписи 2009 года, в селе проживало 5329 человек (2544 мужчины и 2785 женщин).

## Инфраструктура
В селе имеются: детский сад с русской и казахской группами, две школы (русская и казахская), больница, психдиспансер (ранее тубдиспансер), стадион, Дом Культуры, парк, памятник Победы, Мемориальный музей М. А. Шолохова в Западном Казахстане.
6 сентября 2001 года в селе Дарьинское открылся музейный комплекс им. М. А. Шолохова, включающий Дом-музей М.А. Шолохова, картинную галерею и историко-краеведческий музей. Дом-музей М.А.Шолохова был открыт в сентябре 1979 года в доме, где в годы войны с августа 1942 года по ноябрь 1943 года жила семья писателя. Картинная галерея насчитывает 60 полотен российских и казахстанских художников, сюжеты которых связаны с историей края. Историко-краеведческий музей включает отдел природы, отдел археологии, отдел этнографии и экспозицию «Шолохов в Западном Казахстане».В музее регулярно проводятся различные мероприятия